# Zelfana (distrito)
Zelfana é um distrito localizado na província de Ghardaïa, Argélia, e cuja capital é a cidade de mesmo nome, Zelfana.

## Municípios
O distrito consiste de apenas um município:
- Zelfana